# Yoshitoshi Tokugawa
Il 
barone Yoshitoshi Tokugawa (徳川 好敏?, Tokugawa Yoshitoshi; Tokyo, 24 luglio 1884 – Tokyo, 17 aprile 1963) è stato un generale dell'Esercito imperiale giapponese e uno dei pionieri dell'aviazione militare in Giappone.

## Biografia
Tokugawa Yoshitoshi era il figlio del conte Tokugawa Atsumori (1856–1924) (capo del ramo Shimizu del clan Tokugawa). Attraverso suo padre, era nipote dell'ultimo Shōgun, Tokugawa Yoshinobu. Benché suo padre fosse stato nominato conte nel 1884, aveva rinunciato al titolo nel 1899. Yoshitoshi si diplomò all'Accademia dell'Esercito imperiale giapponese nel 1903, dopo essersi specializzato in ingegneria militare.
Nel 1909, Tokugawa fu inviato in Francia come addetto militare, specificamente per studiare ingegneria aeronautica e applicazioni militari per l'uso degli aeroplani in combattimento. Acquistò un biplano Farman III, che riportò in Giappone via mare. Il 19 dicembre 1910, Tokugawa fece il primo volo riuscito di un aereo a motore in Giappone sul Campo di parata di Yoyogi dove sorge oggi il Parco di Yoyogi di Tokyo, solo sette anni dopo il volo dei fratelli Wright negli Stati Uniti. Il 5 aprile 1911, Tokugawa pilotò il volo inaugurale del primo campo d'aviazione permanente del Giappone a Tokorozawa.
Tokugawa, insieme al generale Hino Kumazo promosse la nuova tecnologia tra lo Stato maggiore dell'Esercito imperiale giapponese e contribuì a istituire il Servizio aereo dell'Esercito imperiale giapponese.
Il 23 aprile 1911, Tokugawa stabilì un primato giapponese con un Blériot, volando per 48 miglia in 1 ora, 9 minuti e 30 secondi.
Tokugawa guidò il 2º Battaglione aereo, fu Ufficiale comandante del 1º Reggimento aereo e tre volte Ufficiale comandante generale del Corpo d'aviazione dell'Esercito durante gli anni 1920 e 1930. Nel 1928, fu nominato barone. Ricoprì la carica di Direttore del Dipartimento di addestramento nella Scuola d'aviazione dell'Esercito di Tokorozawa, di Comandante della stessa scuola e della Scuola d'aviazione dell'Esercito di Akeno e in seguito fu assegnato allo Stato maggiore dell'Esercito imperiale giapponese. Tokugawa fu soprannominato in Giappone "il nonno del volo".
Era nella riserva attiva e fu richiamato per il comando della Scuola d'aviazione dell'Esercito imperiale nel 1945, prima di ritirarsi definitivamente.